# ريتشارد هيلمز
ريتشارد هيلمز (بالإنجليزية: Richard Helms)‏ ولد في 30 مارس 1913 وتوفي في 23 أكتوبر 2002 شغل منصب المدير وكالة المخابرات المركزية (DCI) في الفترة من يونيو 1966 إلى فبراير 1973. بدأ هيلمز العمل الاستخباري مع مكتب الخدمات الإستراتيجية خلال الحرب العالمية الثانية. في أعقاب تأسيس 1947 من وكالة الاستخبارات المركزية (سي آي ايه) ارتقى في صفوفها خلال إدارتي ترومان وأيزنهاور وكنيدي. ثم خدم هيلمز في DCI تحت جونسون، ثم نيكسون.
وكانت وظيفته الأخيرة في الخدمة الحكومية سفيرًا لدى إيران، 1973-1977
ولكنه كان شاهدا رئيسيا أمام مجلس الشيوخ خلال تحقيقاتها في وكالة المخابرات المركزية في منتصف 1970، 1975 يطلق عليها «عام المخابرات» "Year of Intelligence".

## روابط خارجية
- ريتشارد هيلمز على موقع مونزينجر (الألمانية)
- ريتشارد هيلمز على موقع إن إن دي بي (الإنجليزية)